# Rudolf Dvořák
Rudolf Dvořák (12. listopadu 1860 Dříteň – 1. února 1920 Praha) byl zakladatel české orientalistiky, univerzitní profesor a překladatel.

## Život
Pocházel z učitelské rodiny. Absolvoval gymnasium v Českých Budějovicích a v letech 1879-1884 údajně vystudoval klasickou a orientální filologii na filozofické fakultě Karlo-Ferdinandovy univerzity v Praze, Svá studia završil na univerzitách v Mnichově a Lipsku, kde pravděpodobně také obdržel doktorát. 11. srpna 1891 se v Českých Budějovicích oženil s Laurou Novotnou, s níž měl jediného syna Rudolfa (̈nar.1893), pozdějšího právníka.
Mezi lety 1900–1901 byl děkanem Filozofické fakulty Karlo-Ferdinandovy univerzity, mezi lety 1915–16 pak rektorem celé univerzity. V oblasti badatelské měl široký záběr takřka do všech odvětví orientalistiky a vydal desítky publikací, a to jak překladů, tak vlastních děl. Spolupracoval též na tvorbě Ottově naučném slovníku, kde napsal většinu hesel z oblasti orientalistiky.

## Dílo (výběr)
- O kulturním významu Arabů pro Evropu, 1884. Dostupné online.
- Ein Beitrag zur Frage über die Fremdwörter im Korán, 1884
- Über die Fremdwörter im Korán, 1885
- Číňana Konfucia život a nauka I–II, 1887–1889
- Z čínské domácnosti, 1891. Dostupné online.
- Kniha Rút, 1893. Dostupné online.
- Chinas Religionen I. Confucius und seine Lehre, 1895
- Abú Firás, arabský básník a rek X. stol., 1896
- Lao-tsi und seine Lehre, 1903
- Dějiny mravouky v Orientě I. Konfucius, 1904. Dostupné online.
- Čína. Popis říše, národa, jeho mravů a obyčejů, 1910. Dostupné online.
- Žalmy. Podle zásad hebrejské metriky, 1911